# Фронт в тылу врага
«Фронт в тылу́ врага́» — советский двухсерийный художественный фильм, снятый в 1981 году по мотивам документального романа Семёна Цвигуна «Мы вернёмся!» режиссёром Игорем Гостевым. Третий фильм трилогии о партизанах и военных разведчиках — «Фронт без флангов» (1975), «Фронт за линией фронта» (1977) и «Фронт в тылу врага» (1981).

## Сюжет
Сценарий фильма написан на основе документальных материалов как продолжение повести Семёна Цвигуна «Мы вернёмся!» самим Семёном Цвигуном. Как отдельное литературное произведение - никогда не публиковался.
События происходят с июля 1944 года по май 1945 года.
Отряд особого назначения полковника Ивана Млынского совместно с польскими и чехословацкими партизанами и немецкими антифашистами ведёт борьбу с Вермахтом и СС на вражеской территории.
В первой серии действие происходит вокруг секретной зоны «Величка», где расположены испытательный полигон «Близна» в районе Дембицы и объект «Хайде-лагерь», в которых противник запускает ракеты Фау-2 и готовит пилотов-смертников для атак на Москву, Ленинград и Свердловск.
Во второй серии Млынскому приказано саботировать работу завода в концлагере «Дора» в Германии и захватить материалы по производству ядерного оружия, что немцы спешно эвакуируют в «Альпийскую крепость».
Конец войны отряд встречает в Берлине.

## В ролях

### Советские актёры
- Вячеслав Тихонов — Иван Петрович Млынский, полковник
- Валерия Заклунная — Ирина Петровна, врач
- Евгений Матвеев — Николай Васильевич Семиренко, секретарь обкома
- Иван Лапиков — Ерофеич
- Александр Михайлов — Александр Карасёв, майор
- Вайва Вида Майнелите — Елена Коваленко, она же Гелена Цильке, советская разведчица
- Тофик Мирзоев — Гасан Алиевич Алиев, комиссар
- Виктор Шульгин — Виктор Сергеевич Хват
- Лев Поляков — Фридрих фон Бютцов
- Леонид Дьячков — Виктор Иванович Шумский, инженер-майор
- Юрий Назаров — Озеров, капитан
- Михаил Кокшенов — Иванов, старший лейтенант
- Евгений Леонов-Гладышев — Семён Бондаренко
- Раиса Рязанова — Катя Ярцева
- Паул Буткевич — Ежи Радкевич
- Игорь Владимиров — Вольдемар Фрибе, он же «Профессор», разведчик
- Елизавета Солодова — Анна Фрибе, жена Вольдемара, разведчица
- Андро Кобаладзе — Иосиф Виссарионович Сталин
- Владислав Стржельчик — Алексей Иннокентьевич Антонов, генерал
- Борис Химичев
- Мати Клоорен — Занге, штурмбаннфюрер
- Вилнис Бекерис — Зигфрид Кюнль
- Николай Полищук — Сашка Полищук
- Валентина Ананьина — Валя
- Елена Кузьмина
- Виктор Косых — Косых, сержант
- Иван Косых — Морозов, партизан
- Александр Лукьянов — Андрей Лукьянов, матрос
- А. Иванов
- Нартай Бегалин
- Филимон Сергеев — эпизод
- Николай Фомин
- Дита Капланова — Ванда Милевска
- Алоис Швеглик
- Иржи Крампол
- Рудольф Елинек — Зайферт, писарь
- Карел Белоградски
- Адольф Филип
- Яна Робенкова
- Миша Вейростах — мальчишка из гитлерюгенда, стрелявший из фаустпатрона
- Ота Шевчик
- Милан Сполс
- Хана Чишкова
- Богуслав Личман
- М. Матюшевский
- Герт Гючов — Гитлер
- Лев Фричинский — Поль Босси
- Николай Бриллинг — немецкий офицер
- Эдуард Изотов — член Ставки Верховного Главнокомандования
- Станислав Коренев
- Василий Куприянов
- Александр Лебедев — Сокирка, партизан
- Улдис Лиелдиджс — Милевский
- Владимир Пицек
- Николай Прокопович — Форст, генерал-лейтенант авиации
- А. Андреев
- Е. Балашов
- Евгений Бирулин (сотрудник Ордена Ленина ЗЭМ (ныне НПО «Энергия»)
- Анвар Боранбаев — Бейсембаев
- Валентин Грачёв — эпизод
- Сергей Егоров
- О. Зернов
- Григорий Карпов
- Валентин Кулик — Н. Н. Воронов
- М. Лазарев
- Юрий Легков
- Автандил Микадзе
- Владимир Никитин — лётчик, привезший депешу и пополнение
- К. Новиков
- Г. Потапов
- Алексей Сафонов — немец, арестовывавший «Профессора»
- В. Струков
- Владимир Чаплыгин
- Витя Король
- Надежда Матушкина
- Владимир Мащенко — Мюллер, офицер полиции (в титрах указан как А. Мащенко)
- Вадим Яковлев — вновь назначенный комиссар

#### Озвучивание
- Артём Карапетян — чтение текста за кадром

### Актёры ГДР
- Харри Питч — группенфюрер Карл Вольф
- Ханньо Хассе — генерал-полковник фон Хорн
- Лютц Риман — Альберт Кунц
- Эрих Тиде — Генрих Гиммлер
- Хорст Гизе — Йозеф Геббельс

## Съёмочная группа
- Автор сценария: Семён Цвигун (в титрах указан как Семён Днепров)
- Режиссёр: Игорь Гостев
- Оператор: Александр Харитонов
- Художники:
  - Стален Волков
  - Алекс Волеман
  - Хайнц Рёске
- Композитор: Вениамин Баснер

## Производство
Спустя два года после выхода в журнале «Огонёк» документального романа Семёна Цвигуна «Мы вернёмся» это произведение было предложено для экранизации на киностудии «Мосфильм».
Автор романа, заместитель Председателя КГБ СССР генерал Цвигун, хорошо знал о событиях, описанных в книге, и активно помогал творческой группе в создании фильма. Он взял псевдоним Семён Днепров и под таким именем обозначен в титрах и в постановлениях ЦК ВЛКСМ и Совета Министров РСФСР о присуждении ему премий Ленинского комсомола и Совета Министров РСФСР за сценарий. По некоторым данным, сценарии писал кинодраматург Вадим Трунин, а Цвигун осуществлял общее руководство.
Часть фильма снималась в ГДР, в городе Ордруф. В массовых сценах были задействованы военнослужащие 39-й гвардейской мотострелковой дивизии (ВЧ ПП 38865) Группы советских войск в Германии.
В эпизоде, где Шумский смотрит немецкий парад, исполняется военный марш «Bayerischer Defiliermarsch», написанный Адольфом Шерзером в Ингольштадте в 1850 году. «Особый лагерь Дора» действительно существовал под названием «Дора-Миттельбау».
В своей работе над сценарием к фильму С. К. Цвигун опирался на архивные документы и свидетельства узников концлагеря «Дора». Эти материалы были опубликованы 8 мая 2020 г. в блоге «Генерал Цвигун. Частные хроники» в статье "Концлагерь «Дора»: архив и свидетели. Документальные материалы для фильма «Фронт в тылу врага»

## Технические данные
- Производство:
  - Мосфильм
  - Баррандов
- Художественный фильм, двухсерийный, широкоформатный, цветной
- Длительность — 147 мин

## Награды
- Первая премия Конкурса в ознаменование 65-й годовщины ВЧК—КГБ (1982), удостоены автор сценария Семён Цвигун (Семён Днепров), режиссёр Игорь Гостев, оператор Александр Харитонов, исполнители главных ролей в фильме Вячеслав Тихонов и Иван Лапиков;
- Приз журнала «Советский экран» на Всесоюзном кинофестивале 1982 года в Таллине актёру Ивану Лапикову;
- Приз фирмы «Грамзапись» Эстонской ССР исполнителю главной роли в фильме Вячеславу Тихонову;
- Специальная премия КФ чешских и словацких фильмов (1982);
- Специальный диплом и премия за режиссуру на XX Национальном кинофестивале в Усти-над-Лабой (ЧССР)